# Église Saint-Baudèle de Plombières-lès-Dijon
L’église Saint-Baudèle est une église catholique située à Plombières-lès-Dijon, dans le département de la Côte-d'Or, en France. 

## Historique
La construction de l'église Saint-Baudèle, commencée vers la fin du XVe siècle, a été achevée dans les années 1520-1530.

## Protection
L'église Saint-Baudèle a été classée monument historique par liste de 1862, cependant, seul le classement du clocher à tuiles vernissées figure au Journal officiel du 18 avril 1914.